# Koska
Koska (horvátul: Koška) falu és község Horvátországban, Eszék-Baranya megyében.

## Fekvése
Eszéktől légvonalban 30, közúton 34 km-re nyugatra, Szlavónia középső részén, a Szlavóniai-síkságon, az Eszékről Nekcsére menő főút mentén fekszik. Itt halad át az Eszékről Nekcsére menő vasútvonal is, melynek itt vasútállomása van.

## A község települései
Közigazgatásilag Andrijevac, Branimirovac, Breznica Našička, Koska, Ledenik, Lug Subotički, Niza, Normanci, Ordanja és Topoline települések tartoznak hozzá.

## Története
Az emberi élet első nyomai Koska területén az újkőkorból származnak. A Lipanj legelőn talált kőszerszámok és tűzhely maradványai az ősember korai életéről tanúskodnak. 2014 őszén a nekcsei múzeum munkatársai folytattak ásatásokat a falu belterületétől délnyugatra eső területen, ahol több lelőhelyet (Grabik 1, Grabik 2, Grabik 3, Kanal Balvančić/Markov put, Vrtić 1, Vrtić 2 és Vrtić 3) is azonosítottak. Egy kivételével valamennyi helyen történelem előtti maradványok is kerültek elő. A legnagyobb mennyiségű őskori leletet a Grabik 1 (újkőkor, bronzkor), Grabik 2 (kőrézkor, közép és késő bronzkor) és Kanal Balvančić/Markov put lelőhelyeken találták. Rajtuk kívül bőséggel kerültek elő kora középkori leletek is, melyek e terület régóta tartó sűrűn lakottságát bizonyítják. A római korban a község területén vezetett át a Pozsegát (Incerum) Eszékkel (Mursa) összekötő út.
Koska első írásos említése a Breznica-patak melletti területként „terra Kos” néven II. András király 1229-ben kelt oklevelében történt. Birtokként 1258-ben tűnik fel „possesio Kwos” alakban. Plébániatemplomát 1332-ben említi a pápai tizedjegyzék. Várát és várnagyát 1338-ban „castellanus de Kasuar” néven említik, majd a vár 1389-ben és 1406-ban „castrum Kaswara” alakban ismét feltűnik a korabeli oklevelekben. 1392-ben a Kórógyi család birtoka lett. Később várként már nem említik, tartozékai a szombathelyi kastély tartozékaiba olvadtak be, melyeket 1506-ban és 1507-ben sorolnak föl. A középkori település 1532-ben a török hódítás során pusztulhatott el. Ekkor a keresztény lakosság nagy része elhagyta a települést. A horvát Koška név 1660-ban bukkan fel a szlavóniai plébániák összeírásában „Kozka”, illetve „Coska” alakban. Ebből kiderül, hogy a templom ép és minden liturgikus tárggyal fel van szerelve. Ebben az időben egyházi szolgálatát a nekcsei ferences atyák látták el.
Koska a térség településeivel együtt 1687-ben szabadult fel a török uralom alól. A templom a felszabadító harcokban megsérülhetett, mivel 1702-ben romosként említik, mely tető nélkül áll. A betelepülések első hulláma a 18. század elején történt, amikor mintegy tíz boszniai horvát család telepedett le Koskában. Ezeknek a családoknak a leszármazottai ma is a település lakosságának gerincét képezik. Később olyan szlavóniai lakosok kezdtek betelepedni, akik korábban a környező falvakban éltek. Az új lakosság érkezésével a templomot is újjáépítették, mert 1730-ban már újra tető alatt volt. Megjelent az ipar is. 1753-ban kálium-karbonát előállításával foglalkozó manufaktúra működött a településen. A kálium-karbonátot, amelyet bükk vagy más fa elégetésével állítanak elő régebben üveg és lőpor előállításánál, valamint cserzésnél és szappangyártásnál, míg manapság a vegyiparban használják.
A 19. század közepén az erdők kiirtásával a környéken több települést létesítettek, amelyek lakosságát az erdőirtással foglalkoztatott, korábbi lakóhelyüket elhagyó munkavállalók alkották. Később, miután a településeket egy keskeny nyomtávú vasúttal kötötték össze, amelyet rönk exportálására használtak, megkezdődött a különféle szakmákból és nemzetiségből származó kézművesek (bognárok, ácsok, asztalosok) bevándorlása. Az erdőirtás fokozatosan szántófölddé változtatta az erdőtalajt, de a szántóföldi művelés előtt az árvizek problémáját kellett kezelni. Mivel a vízfolyások szabályozását és a csatornák hálózatának kiépítését eddig elhanyagolták, a vizek új szabályozását kellett végrehajtani. Ez a munka rendkívül elhúzódott. A Vučica középső folyását csak a 19. század végén és a 20. század elején szabályozták, a csatornahálózat kiásását pedig csak az 1980-as években fejezték be.
Az első katonai felmérés térképén „Koska” néven található. Lipszky János 1808-ban Budán kiadott repertóriumában „Koszka” néven szerepel. Nagy Lajos 1829-ben kiadott művében „Koszka” néven 149 házzal, 912 katolikus vallású lakossal találjuk.
A településnek 1857-ben 924, 1910-ben 1144 lakosa volt. Verőce vármegye Nekcsei járásának része volt. Az 1910-es népszámlálás adatai szerint lakosságának 82%-a horvát, 10%-a német, 6%-a magyar anyanyelvű volt. Az első világháború után 1918-ban az új szerb-horvát-szlovén állam, majd később (1929-ben) Jugoszlávia része lett. Az 1960-as években a Zagora területéről újabb horvát lakosság települt be. A falu 1991-től a független Horvátországhoz tartozik. 1991-ben lakosságának 93%-a horvát, 2%-a szerb nemzetiségű volt. A délszláv háború idején 1991. november 7-én a JNA repülői 14 rakétát lőttek ki a vasútállomás épületére, de nagyobb kárt nem okoztak benne. Ezen a napon a környező falvakat is rakétatámadás érte, ahol halálos áldozatok is voltak. Az elmúlt húsz évben elvégezték gázvezeték hálózat kiépítését, új telefonhálózatot, vízvezeték hálózatot és világítást építettek ki és a csatornahálózat is építés alatt áll. Épült egy mini piac, felújították a futballpályát a Seljak futballklub számára, valamint egy kézilabda- és kosárlabdapálya is épült. Nagy figyelmet szentelnek a tereprendezésnek. Először a központban álló parkot rendezték, majd 2014-ben a D2-es főút kiépítésekor a falu központját rendezték át és a gyalogosátkelőhöz lámpákat állítottak fel. 2011-ben a falunak 1525 lakosa volt.

## Lakossága
| Lakosság változása | Lakosság változása | Lakosság változása | Lakosság változása | Lakosság változása | Lakosság változása | Lakosság változása | Lakosság változása | Lakosság változása | Lakosság változása | Lakosság változása | Lakosság változása | Lakosság változása | Lakosság változása | Lakosság változása | Lakosság változása |
| ------------------ | ------------------ | ------------------ | ------------------ | ------------------ | ------------------ | ------------------ | ------------------ | ------------------ | ------------------ | ------------------ | ------------------ | ------------------ | ------------------ | ------------------ | ------------------ |
| 1857               | 1869               | 1880               | 1890               | 1900               | 1910               | 1921               | 1931               | 1948               | 1953               | 1961               | 1971               | 1981               | 1991               | 2001               | 2011               |
| 924                | 901                | 1.111              | 1.293              | 1.082              | 1.144              | 1.272              | 1.339              | 1.420              | 1.640              | 1.864              | 1.859              | 1.863              | 1.904              | 1.691              | 1.525              |

## Gazdaság
A község legnagyobb gazdasági egysége a „Hana” Koška mezőgazdasági társaság, amely a „Žito” d.o.o. Osijek vállalat keretében működik. További magánvállalkozások működnek az építőiparban, az erdőgazdálkodásban, a vendéglátásban, a kereskedelemben és a szolgáltatási ágazatban, valamint számos családi gazdaság is működik. A nagy mezőgazdasági területeken és az erdőkön kívül az erdei településektől északra található olaj- és gázkút is.

## Nevezetességei
Szent Péter és Pál apostolok tiszteletére szentelt római katolikus plébániatemploma a középkorban épült. A török hódítás során és a felszabadító harcokban is súlyos károkat szenvedett. 1730-ban már ismét újjáépítve állt. Teljes megújítása a valpói uradalom akkori tulajdonosának Hilleprand von Prandau Péter Antalnak a rendelkezésére kezdődött és 1754-re fejeződött be. Ekkor építették a déli bejáratot és a fából ácsolt kórust. 1829 és 1840 között az épületet ismét megújították. Ekkor épült az új harangtorony és a sekrestye. A templom építészetileg a román stílusú egyhajós hosszanti templomok típusához tartozik, négyszög alakú szentéllyel. A máig fennmaradt román stíluselemek a hajó falán található négy ablak és a szentély ablaka. Korai gótikus elemek szintén jelen vannak az épületen, tehát a templom átmenetet képez a késő román és a gótikus stílus között. Később a templomot barokk stílusban építették újjá. Egymanuálos, négyregiszteres orgonája Angster József pécsi műhelyében készült 1902-ben.
A templom előtti parkban a Szűzanya szobor mellett az elesett horvát védők emlékműve található. A kis parkban az első horvát elnöknek, Franjo Tudjmannak emléktáblát állítottak, a tér is az ő nevét viseli.

## Kultúra
- A település kulturális egyesülete KUD „Koškani” Koška kulturális és művészeti egyesület.
- Minden év augusztus 15-én Nagyboldogasszony napján rendezik meg az „U Koški na Gospu Veliku” nevű folklórszemlét.
- Április második felében, Szent György ünnepén rendezik a „Posvetio sam o Đurđevu konje” nevű lovasünnepet, melynek célja a lovak megszentelése ősi népszokásának megőrzése.

## Oktatás
A település iskoláját 1852-ben nyitották meg. Az iskola ma Ivana Brlić-Mažuranić horvát írónő nevét viseli. Az iskolába és négy területi iskolájába (melyek Topoline, Niza, Lug Subotički és Ledenik településeken működnek) mintegy 400 tanuló jár. Az iskola tornaterme 1995-ben létesült.

## Sport
- Az NK „Seljak” Koška labdarúgóklubot 1919-ben alapították. Ma a megyei 2. ligában szerepel.
- A „Koška” lövészklubot 1960-ban alapították.
- „Divlji i slobodni vozači” motorosklub.

## Egyesületek
- A település önkéntes tűzoltóegyletét 1926-ban alapították.
- „Koška” lótenyésztő egyesület.
- „Sokol” vadásztársaság.
- UŽ Općine Koška nőegyesület.
- Sveti Vinko Koška egyesület.
- UM Općine Koška ifjúsági egyesület
- Nekcsei nyugdíjas egyesület helyi csoportja.
- Koškai honvát hazafias egyesület.